# Batalla del golfo de Túnez
La batalla del golfo de Túnez de 1624 fue un encuentro naval entre una flota de galeras españolas y maltesas, comandadas por Álvaro de Bazán y Benavides, y una flotilla berberisca de galeones capturados por Alí Arráez Rabazin, antiguo galeote del propio Bazán convertido en corsario del Túnez otomano. La batalla se saldó con victoria cristiana.

## Trasfondo
En 1624, los espías del virrey español de Sicilia, Manuel Filiberto de Saboya, oyeron que una flota tunecina había partido de Bizerta y se había unido con una de la Regencia de Argel, juntando cada una 13 galeras con las que recorrían Berbería. El día 21 de mayo, su capitán de galeras Ávaro de Bazán y Benavides salió de Palermo en su busca con 14 embarcaciones, nueve de ellas de España y cuatro de la Orden de San Juan de Malta, capitaneadas estas últimas por el caballero Nicolás de la Marra.
Tras pasar la isla Favignana y llegar a las costas de Túnez, el día 24 se topó cerca de Cabo Bon con un galeón holandés de 20 cañones que huyó al ser avistado. Al darle alcance Bazán, supo de él un navío de Ámsterdam que venía de comerciar en Candía, pero el capitán holandés se negó a su orden de parlamento y amenazó con lucha. Aceptando el combate, el capitán español hizo atacar con la flotilla y capturó fácilmente el buque protestante, muriendo el capitán enemigo de un mosquetazo. Para hallarse más desembarazado en la expedición, Bazán hizo remolcar el barco hasta Palermo antes de proseguir. Bazán pasó de nuevo el Cabo Bon y envió a dos espías a La Goleta y al Cabo Farina, en la orilla opuesta del golfo de Túnez. En ello, el 4 de junio avistaron un galeón tunecino, al que se unieron otros dos.
Los galones pertenecían al corsario berberisco Alí Arráez Rabazin, apodado Sansón, que militaba al servicio de Yusuf Bey, virrey del Túnez otomano. Rabazin, originalmente un renegado ferrarés convertido al Islam que había cumplido condena como galeote en las galeras del propio Bazán, hacía presa ahora en las costas de Sicilia, Nápoles y España, con tal éxito que poseía una flota personal de 30 naves. El encuentro entre sus galeones y las galeras de Bazán supondría una inversión de la batalla del cabo Celidonia de 1616, en la que galeones españoles se habían enfrentado a una gran flota de galeras turcas.

## Batalla
Rabazin ordenó desplegar banderas de combate, confiando en el superior porte y potencia de fuego de sus navíos, un galeón danés de 40 cañones, otro francés de 28 y un flamenco de 18 cañones, a los que mandó abrir fuego. Sin embargo, los cañones de crujía de las galeras de Bazán eran de mayor calibre y alcance, por lo que el marqués, viendo oneroso e innecesario el abordaje, abrió su flota en formación de media luna y comenzó a responder al fuego, alcanzando fácilmente a los buques tunecinos sin que éstos pudieran hacer lo propio. Bazán hizo que las galeras que hubieran descargado sus piezas retrocedieran para ponerse fuera de tiro, y habiendo recargado regresasen para volver a disparar, en un continuo ir y venir semejante al fuego de volea terrestre.
Con sus galeones cada vez más castigados, Rabazin cargó contra la flota de Bazán con objeto de abrirse camino y salir del golfo, pero las galeras le rodearon y cañonearon su buque insignia, matando a 100 de los 300 hombres de su tripulación y dejándolo con graves daños. A las seis horas de batalla, los tunecinos embarrancaban en los arenales, empujados hacia la costa y con las velas, jarcias, entenas y las vulnerables popas destrozadas por el fuego español para dejarles a la deriva, con lo que muchos tripulantes saltaron por la borda para tratar de ganar la orilla. Rabazin trataba de impedirlo, llegando a atacarles con su alfanje, pero no pudo interrumpir la desbandada. Entre tanto, Bazán hizo abordar los tres galeones con las galeras y echar a la costa esquifes y falúas para capturar a los tránsfugas. Rabazin fue herido y capturado por los caballeros de Malta tras un duelo con el soldado español Diego Duque de Estrada, que le derrotó también gracias a la longitud de su espada ropera comparada con el alfanje moro, hiriéndole en la cabeza.
Los galeones fueron tomados con todos sus botines de anteriores capturas, que ascendían a 300.000 piezas de a ocho españolas sin contar las joyas y las mercaderías valiosas. Bazán hizo que el capitán de su galera personal, Simón Costa, reparase los galeones para llevarlos de vuelta a Sicilia, recibiendo Duque de Estrada su mando, y repartió entre sus tripulaciones el botín como premio por la batalla. Además de tres esclavas rusas que formaban parte del harén de Rabazin, se liberó a 200 rehenes cristianos de la sentina de los navíos y se hicieron 212 prisioneros, muriendo ahogados o en la batalla el resto de los tunecinos, y Rabazin fue echado al remo de nuevo.

## Posterioridad
Con el retorno de la flota a Palermo el 9 de junio, la victoria celebró con un gran desfile. Bazán continuaría en pos de la armada berberisca de la que habían sido alertados en un primer momento, persiguiéndola hasta el Adriático sin lograr alcanzarla, aunque encontrando y tomando otro galeón berberisco por el camino. Finalmente encontraría y destruiría la armada en la batalla de la costa de Dalmacia. Por su parte, Duque de Estrada, a cuyo mando el virrey Filiberto puso permanentemente los tres galeones tomados a Rabazin, compuso al año siguiente un poema en conmemoración:

Cíñase Europa la cabeza de oro
si de flores la adorna a quien imita,
que ella burlada, burlador el Toro,
nombre a la parte da que el cielo habita.
Provincia en sí se encierra a quien adoro
de Híspalo fundación, que el nombre quita
al África y a Asia, ¡oh, grande España!
sustentada con una y otra hazaña.